# هاني توفيق مسمح
هاني توفيق مسمح (25 نوفمبر 1987-17 يونيو 2024) هو لاعب كرة قدم ومهاجم في جمعية الصلاح في غزة، وعمل حكماً دولياً. يذكر أنه حاصل على عدة ألقاب و جوائز على الصعيد المحلي والدولي.

## حياته العملية
أنهى هاني توفيق مسمح دراسته الأساسية والإعدادية في مدارس وكالة الغوث للاجئين (الأونروا) وحصل على الثانوية العامة من مدرسة المنفلوطي الثانوية للبنين في دير البلح. التحق بجامعة الأزهر التي تخرج منها عام 2009، وكان من أبناء حركة الشبيبة الفتحاوية بالجامعة. بدأ طريقه في التحكيم بعد حصوله على دورة في التحكيم شملت الشقين العلمي والنظري وكانت انطلاقته الحقيقية في سلك التحكيم عام 2006.
حاز على ثقة لجنة الحكام في إسناد لقاءات مهمة وقوية له. حصل على أفضل حكم ساحة كرة القدم عام 2022 حيث أثبت جدارته بامتياز. كما كان عضواً في نادي خدمات دير البلح ويمثل عضو مجلس إدارة في النادي. كان له بصمة واضحة في خدمة أبناء الشعب الفلسطيني في نادي خدمات دير البلح والقاطنين من النازحين منذ بداية حرب الإبادة التي تشنها إسرائيل على الفلسطينيين في القطاع.

## استشهاده
صباح يوم الإثنين الموافق 17 يونيو 2024، وثاني أيام عيد الأضحى المبارك، استشهد هاني مسمح (أبو توفيق) متأثراً بجروحه التي أصيب بها جراء عدوان الاحتلال المتواصل على قطاع غزة إثر استهدافه بنيران قوات الاحتلال . تعرض منزله آنذاك للقصف بقذيفة إسرائيلية، تلاها إطلاق نار كثيف، مما أدى إلى إصابة هاني بطلقات نارية في بطنه رقد بسببها في العناية المركزة، وأُجريت له عمليات جراحية لاستئصال الطحال والكبد والبنكرياس والحجاب الحاجز.